# Famille Chaplin
Pour les articles homonymes, voir Chaplin (homonymie).

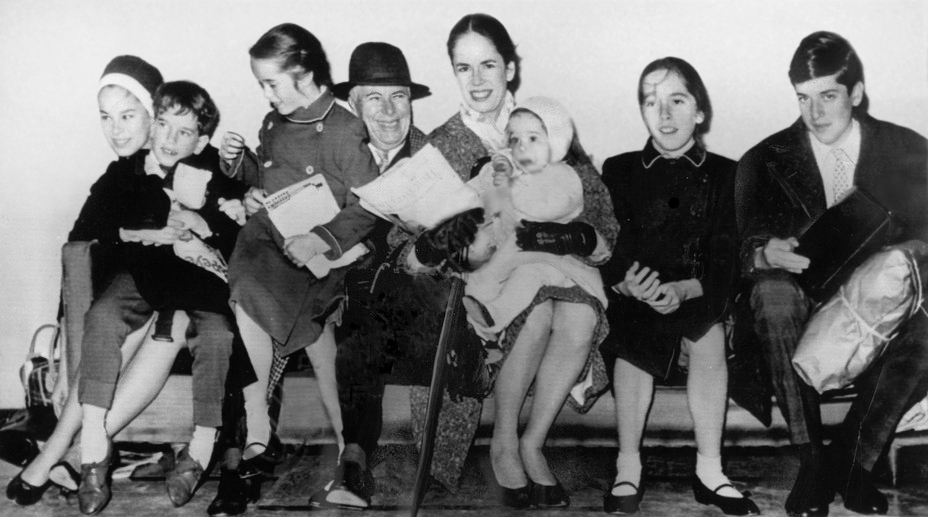
Charlie Chaplin et sa famille en 1961.

La famille Chaplin comprend la liste des liens familiaux de Charles Spencer Chaplin, dit Charlie Chaplin.

## Filiation
Charles Chaplin (16 avril 1889 - 25 décembre 1977) est
- le fils de :
  - Charles Chaplin, Sr. (1863-1901)
  - Hannah Chaplin (1865-1928)
- le frère utérin de :
  - Sydney Chaplin (1885-1965)
  - Wheeler Dryden (1892-1957)
- l'époux de :
  - Mildred Harris (1901-1944) avec qui il eut un enfant (conjointe de 1918 à 1920) :
    - Norman Spencer Chaplin (7 juillet 1919 - 10 juillet 1919)

  - Lita Grey (1908-1995) avec qui il eut deux enfants (conjointe de 1924 à 1927) :
    - Charles Chaplin Jr. (5 mai 1925 - 20 mars 1968)
      - Susan Maree Chaplin (née en 1959), 4 enfants

    - Sydney Chaplin (30 mars 1926 - 3 mars 2009)
      - Stephan Chaplin, fils de la danseuse et comédienne française Noëlle Adam

  - Paulette Goddard (1911-1990), conjointe de 1936 à 1942
  - Oona O'Neill (1925-1991) avec qui il eut huit enfants (conjointe à partir de 1943) :
    - Geraldine Chaplin (31 juillet 1944), comédienne. Elle a deux enfants :
      - Shane Saura Chaplin (1974), fils de Carlos Saura
      - Oona Castilla Chaplin (4 juin 1986), comédienne

    - Michael Chaplin (7 mars 1946), comédien. Il a quatre fils et trois filles dont :
      - Christian Chaplin
      - Tim Chaplin
      - Kathleen Chaplin, (28 décembre 1975), auteur et chanteuse
        - Jayden Chaplin

      - Carmen Chaplin, (27 juillet 1977), comédienne
        - 1 enfant

      - Dolores Chaplin (28 juillet 1979), comédienne
      - Tracy Chaplin (17 mars 1980)
        - Helio Chaplin
        - Shania Chaplin

      - George Chaplin

    - Josephine Chaplin (28 mars 1949 - 13 juillet 2023), comédienne
      - Charly Sistovaris (né en 1971)
      - Julien Ronet (né en 1980), fils de l'acteur Maurice Ronet
      - Arthur Gardin (né en 1986), fils de l'archéologue Jean-Claude Gardin

    - Victoria Chaplin Thierrée (19 mai 1951), comédienne. Elle est l'épouse de Jean-Baptiste Thierrée avec qui elle fonde le Cirque invisible ; ils ont deux enfants :
      - Aurélia Thierrée (24 septembre 1971) comédienne, artiste de cirque et danseuse
      - James Thierrée (2 mai 1974), comédien et artiste de cirque

    - Eugène Chaplin (23 août 1953), producteur de spectacles de cirque. Il a eu 5 enfants avec Bernadette, et des jumelles après sa séparation.
      - Kiera Chaplin (1er juillet 1982), mannequin et comédienne
      - Spencer Chaplin
      - Kevin Chaplin
      - Laura Chaplin (née en 1987), artiste peintre
      - Shannon Chaplin (née en 1992)
      - Oona Chaplin (née en 2007)
      - Skye Chaplin (née en 2007)

    - Jane Chaplin (23 mai 1956), comédienne. Elle a eu deux enfants :
      - Orson Salkind
      - Osceola Salkind

    - Annette Emilie Chaplin (3 décembre 1959), comédienne
    - Christopher Chaplin (8 juillet 1962), comédien